# Säters samrealskola
Säters samrealskola var en realskola i Säters stad verksam från 1936 till 1972. 

## Historia
Skolan inrättades 1913 som högre folkskola, vilken till 1 januari 1936 ombildades till en kommunal mellanskola. Denna ombildades från 1946 successivt till Säters samrealskola.
Realexamen gavs från 1936 till 1972.
Fram till 1 juli 1891  fanns i staden en pedagogi.